# Národní parky v Polsku

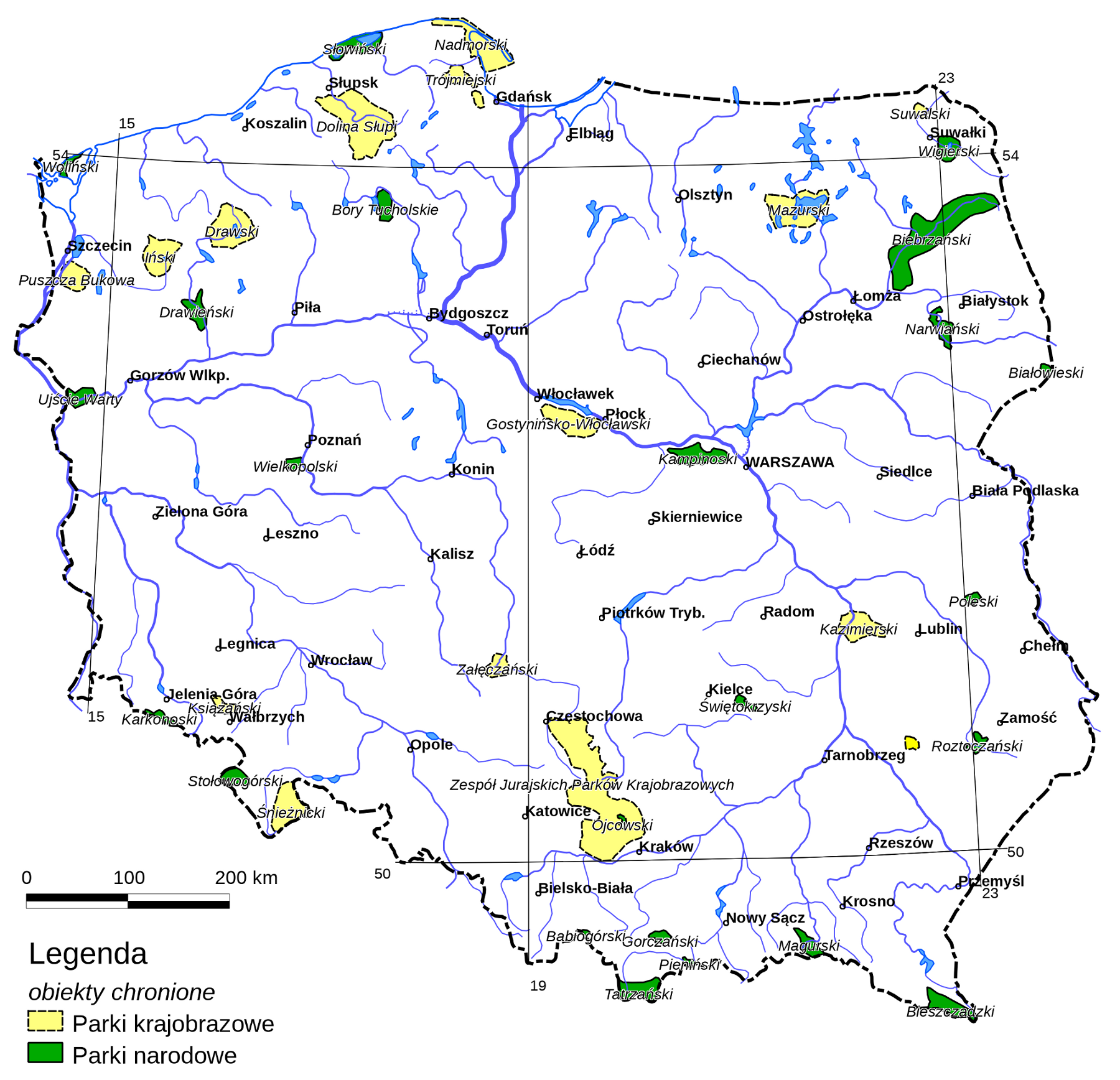
Polské národní parky (jsou zelenou barvou)

Polsko má celkem 23 národních parků, nejstarší z nich je Bělověžský národní park na východě Polska, vyhlášený v roce 1947 a naopak zatím nejmladší je Národní park Ústí Warty na západě Polska, vyhlášený roku 2001. Největším polským národním parkem je Biebrzanský národní park na severovýchodě Polska, s rozlohou 592,23 km².
Největší koncentrace národních parků je v nížině na severovýchodě při hranicích s Běloruskem a Ukrajinou a na jihovýchodě v Karpatech při hranicích se Slovenskem. Při hranicích s Českem leží Krkonošský národní park přiléhající ke stejnojmennému českému národnímu parku a Národní park Stolové hory, jež je pokračováním české chráněné krajinné oblasti Broumovska.

## Seznam národních parků
| Český název                 | Orig. název                   | Rok vyhlášení | Rozloha (km²) |
| --------------------------- | ----------------------------- | ------------- | ------------- |
| Národní park Babia Góra     | Babiogórski Park Narodowy     | 1954          | 33,92         |
| Bělověžský národní park     | Białowieski Park Narodowy     | 1947          | 105,02        |
| Biebrzanský národní park    | Biebrzański Park Narodowy     | 1993          | 592,23        |
| Bieszczadský národní park   | Bieszczadzki Park Narodowy    | 1973          | 292,02        |
| Drawenský národní park      | Drawieński Park Narodowy      | 1990          | 113,42        |
| Gorecký národní park        | Gorczański Park Narodowy      | 1981          | 70,30         |
| Kampinoský národní park     | Kampinoski Park Narodowy      | 1959          | 385,44        |
| Krkonošský národní park     | Karkonoski Park Narodowy      | 1959          | 55,76         |
| Magurský národní park       | Magurski Park Narodowy        | 1995          | 194,39        |
| Narewský národní park       | Narwiański Park Narodowy      | 1996          | 73,50         |
| Ojcowský národní park       | Ojcowski Park Narodowy        | 1956          | 21,46         |
| Pieninský národní park      | Pieniński Park Narodowy       | 1954          | 23,46         |
| Poleský národní park        | Poleski Park Narodowy         | 1990          | 97,62         |
| Roztoczanský národní park   | Roztoczański Park Narodowy    | 1974          | 84,83         |
| Slovinský národní park      | Słowiński Park Narodowy       | 1967          | 186,18        |
| Národní park Stolové hory   | Park Narodowy Gór Stołowych   | 1993          | 63,39         |
| Svatokřížský národní park   | Świętokrzyski Park Narodowy   | 1950          | 76,26         |
| Tatranský národní park      | Tatrzański Park Narodowy      | 1954          | 211,64        |
| Národní park Tucholské bory | Park Narodowy Bory Tucholskie | 1996          | 47,98         |
| Národní park Ústí Warty     | Park Narodowy Ujście Warty    | 2001          | 80,38         |
| Velkopolský národní park    | Wielkopolski Park Narodowy    | 1957          | 75,84         |
| Wigerský národní park       | Wigierski Park Narodowy       | 1989          | 150,86        |
| Wolinský národní park       | Woliński Park Narodowy        | 1960          | 109,37        |